# جيفيرسون فرنسيسكو دوس سانتوس باروسو
جيفيرسون فرنسيسكو دوس سانتوس باروسو هو لاعب كرة قدم برازيلي في مركز الوسط، ولد في 17 أبريل 1987 في ساو باولو في البرازيل. لعب مع نادي ساو بيرناردو.

## وصلات خارجية
- جيفيرسون فرنسيسكو دوس سانتوس باروسو على موقع قاعدة بيانات كرة القدم.إي يو (الإنجليزية)
- جيفيرسون فرنسيسكو دوس سانتوس باروسو على موقع Soccerway.com (الإنجليزية)